# Al Jahra (província)

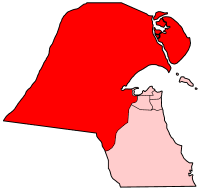
Al Jahra.

Al Jahra é uma das seis muhafazat do Kuwait. É a maior muhafazah do país.

## Dados
Capital: Jahra
População: 282 353 hab.